# Église Saint-Julien de Condeissiat
L'église Saint-Julien est une église située à Condeissiat, en France.

## Localisation
L'église est située dans le département français de l'Ain, sur la commune de Condeissiat.

## Historique
L'édifice est inscrit au titre des monuments historiques en 1927.